# Rheobatrachus silus
Espèce
Statut de conservation UICN

 EX  : Éteint
Statut CITES
Rheobatrachus silus, ou grenouille plate à incubation gastrique, est une espèce d'amphibiens de la famille des Myobatrachidae, aujourd'hui considérée comme éteinte.

## Répartition

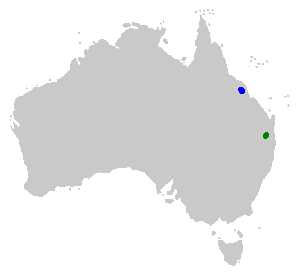
Répartition de Rheobatrachus silus (tache verte).

Rheobatrachus silus était endémique du Sud-est de l’État australien du Queensland et vivait en assez grand nombre dans les Blackall Range (en), entre 350 et 800 m d'altitude. Michael J. Tyler, membre de l'équipe qui découvrit l'incubation stomacale chez Rheobatrachus, a rapporté qu'on pouvait facilement observer cent spécimens par nuit lorsque la population était assez abondante, dans les années 1970.
Cette espèce est considérée comme éteinte depuis 2001.

## Description
Décrite en 1973 par David S. Liem, Rheobatrachus silus avait pour particularité d'avaler ses œufs fécondés, de convertir son estomac en sac incubateur et de donner naissance à ses petits par la bouche. 
La femelle, mesurant 5 centimètres, pouvait avaler jusqu'à une vingtaine d'œufs de 5 millimètres de diamètre afin de les incuber dans son estomac entre 6 et 8 semaines. Durant cette période, la fonction de digestion était suspendue. Après la métamorphose des têtards, de petites grenouilles de 12 millimètres pouvaient ensuite sortir par la bouche de leur mère. 
L’étude de la muqueuse stomacale n’a pas révélé de structure particulièrement frappante. Cette muqueuse s’amincit pendant la période d’incubation, ne sécrète plus d'acide chlorhydrique et moins de mucus. La femelle ne s’alimente pas du début de l’incubation jusqu’au huitième jour suivant la parturition.
Il a été mis en évidence par P. O'Brien et D. Shearman que les œufs et les têtards de Rheobatrachus silus produisaient de la prostaglandine E2, qui supprimait la sécrétion d'acide gastrique et permettait à l'estomac de la mère de servir de poche incubatrice inerte sur le plan chimique. Les prostaglandines sont des substances de type hormonal, nommées ainsi en raison de leur découverte initiale en tant que sécrétions de la prostate humaine - mais on sait aujourd'hui qu'elles se trouvent dans toutes les parties du corps et servent à de nombreuses fonctions. 
Cette stratégie de gestation gastrique avait également été observée chez l’espèce Rheobatrachus vitellinus, également considérée comme éteinte depuis 2001.

## Extinction et tentative de clonage

### Extinction
Rheobatrachus silus est considérée comme éteinte depuis 2001. Elle aurait probablement disparu à la suite d'une infection par un champignon pathogène. 
Les naturalistes n'ont pas trouvé un seul individu depuis 1981 et ont été forcés de conclure à l'extinction de l'espèce. Pendant plusieurs années, ils ont espéré qu'ils étaient simplement en train d'observer une réduction drastique et peut-être cyclique de sa population.
Cette disparition s'est inscrite dans le cadre d'une diminution des populations d'amphibiens à travers le monde. Rien qu'en Australie, 20 des 194 espèces de grenouilles recensées en 1981 ont subi de sérieuses diminutions locales de leurs populations durant la décennie quatre-vingt, et une autre espèce au moins s'est éteinte.

### Tentative de clonage
Dans le cadre d'un travail mené par le biologiste australien Mike Archer dans le cadre du Lazarus Project, des embryons de Rheobatrachus silus ont été obtenus par clonage de quelques cellules seulement.  Les embryons ne dépassent cependant pas le stade de la gastrulation. Le premier obstacle à la résurrection de Rheobatrachus silus touche à la difficulté de trouver une mère porteuse, aucune autre espèce de vertébré n'utilisant plus ce mode de gestation gastrique. Le champignon à l'origine de l'extinction de l'espèce sévit toujours. 

## Publication originale
- Liem, 1973 : A new genus of frog of the family Leptodactylidae from SE. Queensland, Australia. Memoirs of the Queensland Museum, vol. 16, p. 459-470.